# Hilaire d'Orléans
Hilaire d'Orléans  (ou Hilarius, né en Angleterre à la fin du XIe siècle, mort après 1145), jeune chanoine mentionné vers 1075 dans les registres de l’Abbaye du Ronceray d'Angers, fut élève d’Abélard à l’Abbaye du Paraclet. On sait par Guillaume de Tyr, qui fut son élève, qu'il enseignait les lettres latines à l'Université d'Orléans en 1145. Selon Y. Cazal, il serait l'auteur de trois drames sacrés : Suscitatio Lazarii, Historia de Daniel repraesentanda, Ludus super Iconia Sanctii Nicolai, dont les manuscrits sont conservés à la Bibliothèque nationale de France.
Il est également désigné par Jaques-Joseph Champollion comme l'auteur du manuscrit Versus et Ludi. Dans lequel il évoque notamment :
- la Bienheureuse Eve recluse dans l'Île de Chalonnes-sur-Loire (Calone) sous la direction de Saint-Hervé.
- Son amour pour de jeunes homes (Ad puerum Andegavensem, Ad puerum Anglicum).

Ducange reprendra, dans son glossaire, un extrait des annales de Mabillon  pour le mot "Reclusus" dans lequel il est fait référence à Hilaire et Eve (Hilarius Anglus in Rythmo de Eva Sanctimoniali) 